# Westair Aviation
Westair Aviation Limited est un fournisseur de services d'aviation namibien, et une compagnie aérienne proposant des services passagers réguliers sous la marque FlyNamibia ainsi que des services de fret et d'aéronefs, d'équipage, de maintenance et d'assurance (ACMI) basés à l'aéroport d'Eros à Windhoek.

## Histoire
En 1967, Westair Aviation a été fondée comme une installation de maintenance d'avions et est depuis devenue une compagnie aérienne de passagers et de fret. La compagnie aérienne est devenue un fournisseur de services ad hoc ainsi que de services d'affrètement aérien en Namibie, fournissant des services de location à long terme et de maintenance d'avions. La compagnie aérienne exploite également une variété de vols de fret aérien réguliers et non réguliers et propose un service de fret dédié à DHL depuis 20 ans.
En juin 2005, Stimulus Investment Limited, une société d'investissement namibienne, a acquis 29 % du total des actions ordinaires émises de Westair Aviation, la direction de la compagnie conservant 71 % des actions ordinaires. Stimulus a revendu ces actions à la direction de Westair en 2014 et n'est plus actionnaire de Westair.
En novembre 2015, Westair Aviation a acquis un Embraer ERJ-145 auprès de LOT Polish Airlines. Baptisé « Tatekulu », ce biréacteur de 50 places a été le premier ajout à la flotte spécialisée de la compagnie.
En avril 2018, la compagnie aérienne prévoyait d'étendre son réseau de lignes passagers à cinq destinations régulières et six aéroports dans deux pays différents d'Afrique australe.En juin 2019, la compagnie aérienne a obtenu le statut de transporteur désigné par la Commission namibienne des transports. Les vols locaux réguliers ont débuté le 24 juin 2019, depuis sa base de l'aéroport d'Eros, sous la nouvelle marque FlyWestair,. FlyWestair a été rebaptisée FlyNamibia le 2 novembre 2021. En septembre 2019, la compagnie aérienne a annoncé son intention de lancer sa première destination internationale en lançant des vols au départ de l'aéroport d'Eros vers Le Cap. En septembre 2022, Airlink, une compagnie sud-africaine basée à Johannesburg, a acquis une participation de 40 % dans FlyNamibia. Cette dernière prévoit une expansion au Ghana, au Malawi, en RDC et au Kenya après la disparition de la compagnie nationale namibienne Air Namibia en 2021. Un accord de franchise entre Airlink et FlyNamibia a été annoncé en août 2023. À partir du 28 août 2023, tous les vols réguliers FlyNamibia Embraer sont opérés sous le code 4Z d'Airlink.
En 2020, Westair a investi dans la compagnie aérienne sénégalaise Arc en Ciel airlines.
En mars 2023, Westair Aviation a créé une coentreprise avec le groupe français Avico afin de prendre une participation majoritaire dans l'opérateur d'hélicoptères italien Weststar NDD, rebaptisé plus tard Westair Helicopters. Cette compagnie exploite 14 hélicoptères de la société Leonardo, de type Agusta Westland. Les modèles utilisés sont : AW189, AW139 et AW169.
En septembre 2023, FlyNamibia a rejoint l'Association du transport aérien international (IATA),.

## Lignes régulières
En 2021, Westair exploitait les routes suivantes:
| Départ                                          | Arrivée                       | Pays           |
| ----------------------------------------------- | ----------------------------- | -------------- |
| Aéroport international Hosea Kutako de Windhoek | Maun                          | Botswana       |
| Aéroport international Hosea Kutako de Windhoek | Walvis Bay                    | Namibie        |
| Aéroport international Hosea Kutako de Windhoek | Aéroport international du Cap | Afrique du Sud |
| Aéroport international Hosea Kutako de Windhoek | Victoria Falls                | Zimbabwe       |

En 2022, FlyNamibia dessert les routes domestiques suivantes:
| Départ          | Arrivée       |
| --------------- | ------------- |
| Aéroport d'Eros | Katima Mulilo |
| Aéroport d'Eros | Lüderitz      |
| Aéroport d'Eros | Ondangwa      |
| Aéroport d'Eros | Rundu         |

## Flotte
La flotte actuelle de Westair Aviation compte plus de 30 appareils. Ces appareils sont adaptés aux opérations telles que le transport de fret, les rotations d'équipage pour les opérations minières, le fly-in Safari et les vols charters VIP pour le gouvernement namibien,.
La flotte de Westair Aviation comprend les appareils suivants:
- Embraer ERJ-145 (50 places)
- Reims Cessna F406 (12 places)
- Cessna C208B “CARAVAN” (12 places)
- Beechcraft King Air 350ER (10 places)
- Cessna Conquest C425 (6 places)
- Cessna C210 (5 places)

Les vols FlyNamibia Safari sont assurés par un Cessna F406 Caravan II.